# Thénioux
Thénioux är en kommun i departementet Cher i regionen Centre-Val de Loire i de centrala delarna av Frankrike. Kommunen ligger i kantonen Vierzon 2e Canton som tillhör arrondissementet Vierzon. År 2022 hade Thénioux 666 invånare.

## Befolkningsutveckling
Antalet invånare i kommunen Thénioux
Referens:INSEE